# Бондарщина (Воложинский район)
Бондарщина (бел. Бондаршчына, Бо́ндараўшчына) — деревня в Воложинском районе Минской области Беларуси. Входит в состав Воложинского сельсовета.

## География
Ближайшие населённые пункты Коновалы, Нарейши, Саковище и др.

## История
В 1905 году Бондарщина в Воложинской волости Ошмянского уезда Виленской губернии Российской империи, 25 жителей.

## Население

### Численность
- 2019 год — 17 жителей

### Динамика
- 1999 год — 28 жителей (перепись населения)
- 2009 год — 22 жителей (перепись населения)[3]
- 2019 год — 17 жителей (перепись населения)[4]